# 2180 Марјалена
2180 Марјалена (енгл. 2180 Marjaleena) је астероид главног астероидног појаса чија средња удаљеност од Сунца износи 3,010 астрономских јединица (АЈ).
Апсолутна магнитуда астероида је 11,0.
Астероид је 8. септембра 1940. године открио фински астроном Хејки Аликоски.